# Râul Vălereasca
Râul Vălereasca este un curs de apă din județul Hunedoara, unul din cele două brațe care formează Râușorul. 

## Hărți
- Harta Munților Retezat  Arhivat în 10 iulie 2012, la Wayback Machine.
- Harta județului Hunedoara